# 望月守宮
望月 守宮（もちづき やもり）は、日本の小説家、推理作家。
2009年1月、『無貌伝 〜双児の子ら〜』で第40回メフィスト賞を受賞しデビューした。

## 作品リスト
無貌伝
- 無貌伝 〜双児の子ら〜（2009年1月 講談社ノベルス / 2012年10月 講談社文庫）
- 無貌伝 〜夢境ホテルの午睡〜（2009年10月 講談社ノベルス）
- 無貌伝 〜人形姫の産声〜（2010年12月 講談社ノベルス）
- 無貌伝 〜綺譚会の惨劇〜（2011年8月 講談社ノベルス）
- 無貌伝 〜探偵の証〜（2012年10月 講談社ノベルス）
- 無貌伝 〜奪われた顔〜（2014年10月 講談社ノベルス）
- 無貌伝 〜最後の物語〜（2014年11月 講談社ノベルス）

単行本未収録
- 男子校での正しい探偵術 謎めいたG （『メフィスト 2011 VOL.2』 2011年8月、講談社 掲載）
- 男子校での正しい探偵術 猿よ、安らかに眠れ （『メフィスト 2011 VOL.3』 2011年12月、講談社 掲載）